# Helge Torén
Helge Eugén Torén, född den 13 augusti 1891, död 23 juni 1954, svensk medeldistanslöpare, major och direktör. Han var bror till Carl-Axel Torén och far till Märta Torén och Lars-Erik Torén.

## Idrottskarriär
1914 tränade Helge Torén modern femkamp, men övertalades av Ernst Hjertberg att anmäla sig till ett 800-meterslopp och vann över Ernst Wide och den finske mästaren O. Fogelberg. En vecka senare (den 13 juni) satte han i Stockholm svenskt rekord på 800 meter med 1:57,2 - Evert Björn hade det gamla från 1911 på 1:57,6). Helge Torén togs ut till Sveriges andra landskamp i friidrott, den 28-29 juni mot Ungern i Budapest, och där vann han på 1 500 meter (4:13,4) och kom tvåa på 800 meter. Vid Baltiska spelen blev han tvåa på 800 meter och även på 1 500 meter samt deltog i det segrande svenska stafettlaget på 4x400 meter. Efter en sex veckor lång friidrottsbana slutade han sedan att tävla.
Han var även framgångsrik i militär idrott.